# Tyronza (Arkansas)
Tyronza – miasto w Stanach Zjednoczonych, w stanie Arkansas, w hrabstwie Poinsett.